# 大山伽羅温泉
大山伽羅温泉（だいせんきゃらおんせん）は、鳥取県西伯郡大山町錦戸大野湖畔にある温泉。

## 泉質
- ナトリウム-塩化物・炭酸水素塩・硫酸塩泉
  - 泉温　42.8℃

## 温泉地
鳥取の名峰である大山の北麓、大野湖畔にある一軒宿の「大山レークホテル」内で湧出している温泉。
ホテルの経営元は、マッサージチェアの製造を行う株式会社ファミリーイナダである。
日帰り入浴不可で宿泊者のみ入浴可能。全客室から大山を眺望できる。

## 歴史
- 1997年（平成8年）- 開湯とともに、「大山レークホテル」開業。
- 2011年（平成23年）- 改築。

## アクセス
- JR山陰本線・大山口駅より送迎バスで15分。

- 米子自動車道米子ICより県道24号線経由、車で約20分。